# Sherrod Brown
Sherrod Brown (Mansfield, 1952. november 9. –) az Amerikai Egyesült Államok szenátora (Ohio, 2006 – 2025). A Demokrata Párt tagja.

## Pályafutása
Brown alapdiplomáját a Yale Egyetemen szerezte 1974-ben, majd 1981-ben posztgraduális diplomát szerzett az Ohiói Állami Egyetemen (Ohio State University). 1975-től 1982-ig az ohiói állami képviselőház tagja volt, 1983-tól 1991-ig pedig ohiói Secretary of State volt.
1992-ben megválasztották az állam képviselőjének a washingtoni Kongresszus alsóházába, ahol 1993. január 3-án vette át mandátumát. Ezután még hatszor választották újra; utolsó mandátuma 2007. január 3-án járt le. Miután a 2006-os választáson szenátorrá választották, ettől a naptól a Szenátusban képviselte Ohiót. 2012-ben és 2018-ban újraválasztották; mandátuma 2025. január 3-án jár le.